# 黎玉田
黎玉田（1595年—1650年），號函玉，陝西西安府乾州（今陝西省乾縣）人，明朝末年政治人物。

## 生平
崇禎元年（1628年），登進士。初任沈丘縣知縣，调杞县。崇禎十一年（1638年），授右僉都御史。崇禎十二年，升右都御史、巡撫保定等地。崇禎十五年，以右副都御史銜，任遼東巡撫。崇禎十七年二月乙酉進銜右都御史，三月戊申京師陷，明亡，隨遼東總兵吳三桂堅守防禦，五月己丑南奔德州與盧世漼等人擁濟王朱帥𨨢發動「德州起義」抵抗大順，六月庚申任兵部右侍郎。清兵壓境，不敵而降。